# Super Mario 128
Super Mario 128 (auch 100 Marios) ist der Name einer Konzept- und Hardwaredemo, die auf der Nintendo Space World 2000 zur Vorstellung des Nintendo GameCubes gezeigt wurde. Die Demo, die in erster Linie die Leistungsfähigkeit der damals neuen Konsole veranschaulichen sollte, wurde vom Super-Mario-Erfinder Shigeru Miyamoto vorgeführt und zeigte 128 Marios, die umherliefen und miteinander agierten.
Aufgrund mehrfacher Behauptungen in den nachfolgenden Jahren, das Super-Mario-128-Projekt werde weitergeführt, wurde die Demo als Nachfolger von Super Mario 64 verstanden. Nach jahrelangen Erwähnungen, jedoch keinerlei weiteren Vorstellungen wurde bekannt, dass Super Mario 128 nicht weiterentwickelt wurde. Tatsächlich habe Nintendo unter diesem Namen jahrelang Experimente durchgeführt. Ideen aus dem Projekt gingen in die Spiele Pikmin und Super Mario Galaxy ein.

## Demo

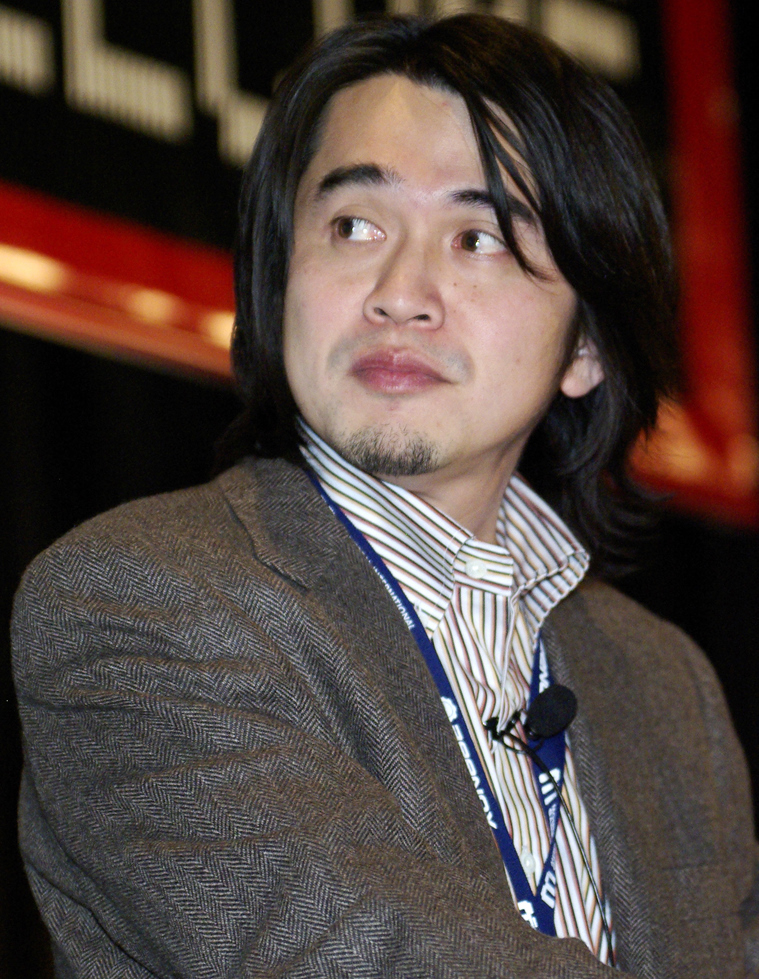
Yoshiaki Koizumi, Director der Demo und Director von Super Mario Galaxy

Die Demo wurde am 23. August 2000 während der Nintendo Space World, einer unregelmäßig stattfindenden Spielemesse, vorgestellt. Sie lief wie folgt ab:
Nachdem der Name Mario 128 eingeblendet wurde, erschien ein kleiner 8-Bit-Mario, der in die Bildschirmmitte lief, im Hintergrund spielte der Beginn der Super-Mario-Titelmelodie. In der Mitte angekommen, blieb Mario stehen und wurde vergrößert, sodass die einzelnen Pixel sichtbar wurden. Im Hintergrund wurde außerdem eine Scheibe eingeblendet. Aus der Vogelperspektive wechselte die Ansicht in die dreidimensionale Ansicht, sodass die einzelnen Pixel als Würfel erkennbar waren. Unter einem Block kroch ein Mario hervor, der den Block dann über den Rand des Untergrunds warf. Anschließend hob er einen weiteren Block auf, unter dem ein weiterer Mario hockte. Diese zwei Marios befreiten andere unter den Blöcken hockende Marios und so weiter. Nach und nach wurden so immer mehr Marios eingeblendet, wobei oben die Anzahl der erschienenen und herumlaufenden Marios angezeigt wurde. Als 64 Marios befreit waren, blieb die Anzeige für fünf Sekunden stehen. Danach lief das geschehen schneller weiter als vorher, sodass schließlich 128 Marios umherliefen. Die Marios basierten dabei auf der Mario-Figur aus Super Mario 64, die aus 700 Polygonen bestand. Die einzelnen Marios interagierten miteinander, manche rollten andere von der Sphäre herunter. Als Ausgleich für die heruntergefallenen Marios fielen einige weitere Marios und Blöcke vom Himmel. Mit einem Mal fielen sehr viele Blöcke auf die Sphäre, sodass die Marios umgestoßen wurden und danach weitere Aktionen durchführten.
Nach 30 Sekunden zoomte die Kamera auf einen Mario, der winkte. Wenige Sekunden danach veränderte sich die Bodenebene, sie bildete beispielsweise Berge oder Täler. Die 128 Marios reagierten auf diese Veränderungen, indem sie – der Schwerkraft gemäß – umfielen und in die Täler rollten. Auch zu einer Kugel wandelte sich der Untergrund. Schließlich wurden noch verschiedene Effekte angewandt wie Licht- und Schatteneffekte, Weichzeichnen und Cel Shading. Einen Moment lang wurden 128 interagierende, aus 700 Polygonen bestehende Figuren mit diesen Effekten zugleich dargestellt, was für damalige Zeit beeindruckend war.
Schlussendlich versammelten sich alle Mario-Figuren im Mittelpunkt der Sphäre und einige Boxen fielen auf die Sphäre. Diese erbebte und schleuderte die Marios sowie die Blöcke in die Luft, damit diese sich verteilten. Nachdem weitere zehn Sekunden verstrichen waren, verwandelte sich der Untergrund in eine Salami-Pizza. Diese schleuderte die Marios und die Blöcke ab und schrumpfte auf die Größe einer GameCube-CD. Nun wurde ein GameCube eingeblendet und die Pizza-Disk wurde eingelegt, womit die Demo endete.
Während die Demo gezeigt wurde, kommentierte Miyamoto. Gegen Ende bezeichnete er die Demo als fried rice (deutsch etwa gebratener Reis), was eine Anspielung auf die Verwandlung der Sphäre in eine Pizza war. Es ging insgesamt darum, die Rechenleistung der neuen Konsole zu veranschaulichen, dazu wurde am unteren Rand eine grüne Leiste eingeblendet, die die Prozessorauslastung grafisch anzeigte. Die Auslastung überschritt nie mehr als 50 Prozent. Wäre der ganze Balken ausgefüllt gewesen, hätte dies bedeutet, die Demo liefe nur noch mit 30 Frames pro Sekunde (auf dieser Framerate lief Super Mario 64), während die Demo tatsächlich mit einer Framerate von 60 fps lief. Entwickelt wurde diese Demo von Keizo Ohta, während Yoshiaki Koizumi Director war.

## Geschichte

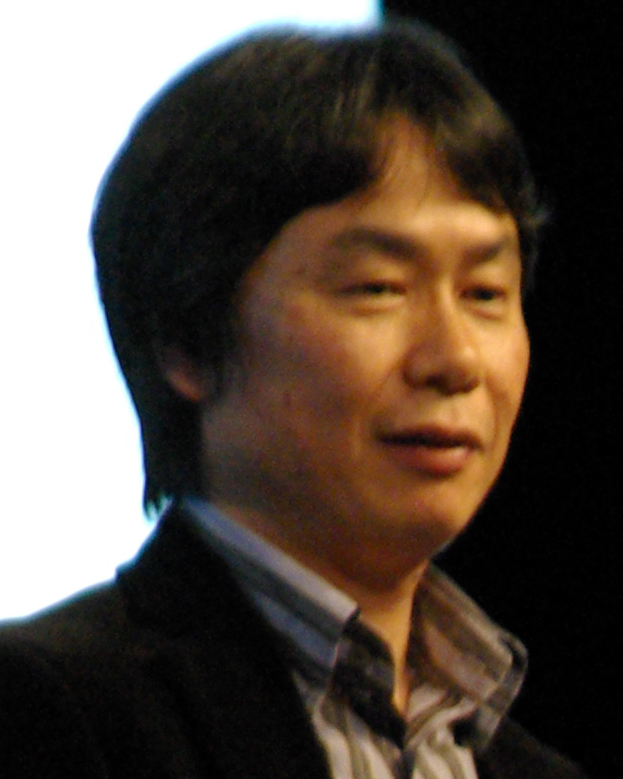
Shigeru Miyamoto

In einem Interview mit der Zeitschrift Nintendo Power sprach Miyamoto im Januar 1997 davon, der Nachfolger von Super Mario 64 könne Super Mario 128 heißen. Auch gab es zu dieser Zeit Informationen über einen weiteren Super-Mario-64-Nachfolger, Super Mario 64 2. Dieser sollte Luigi als spielbaren Charakter beinhalten und für den Nintendo 64 oder für das Zusatzgerät 64DD erscheinen. Veröffentlicht wurde das Spiel aber auch nie.
Während die Demo vorgeführt wurde, bemerkte Miyamoto, dass er sie gern als Demo-Software der Konsole beilegen würde, was aber nicht geschah. Nach der Nintendo Space World 2000 hieß es weiterhin, Nintendo arbeite an Super Mario 128. Mehrmals gab es im Vorfeld von E3-Messen Ankündigungen, dass Informationen über Super Mario 128 veröffentlicht werden sollten, was aber nie eintraf. Dass an Super Mario 128 weitergearbeitet wurde, bestätigte Miyamoto 2002, nach der Veröffentlichung von Super Mario Sunshine (August 2002) in einem Interview mit dem japanischen Weekly Playboy.
In der Zeit nach der Enthüllung der Demo überlegte Koizumi, wie man die Konzepte aus der Demo in ein eigenes Spiel umsetzen könnte. Das hielt er zunächst für nicht möglich, da seiner Meinung nach für die genaue Umsetzung und Erweiterung eines solchen Konzeptes zu viel technisches Wissen nötig gewesen wäre. Das Entwicklerteam begann danach zunächst die Entwicklung am Spiel Donkey Kong: Jungle Beat. Nach dessen Erscheinen im Februar 2005 widmeten sie sich wieder verstärkt Super Mario 128.
Es gab Gerüchte, Super Mario 128 war ein Nachfolger von Super Mario 64 oder, dass aus Super Mario 128 später Super Mario Sunshine wurde. In einem Interview hingegen betonte Miyamoto, die beiden Spiele 128 und Sunshine hätten nichts miteinander zu tun, Experimente für Super Mario Sunshine seien nämlich eigens gemacht worden.
Mitte 2003 wurde bekannt, dass Super Mario 128 völlig neue Konzepte beinhalten sollte. Als Miyamoto Februar 2004 nach dem Status von Super Mario 128 gefragt wurde, sagte er, nicht viele Informationen preisgeben zu können. Außerdem befürchtete er, dass die neuartigen Konzepte von der Konkurrenz kopiert werden könnte, wenn er sie verraten würde. Dies sei auch der Grund gewesen, warum das Spiel nicht wie angekündigt auf der E3 2003 vorgestellt worden war. Ende 2004 war noch unklar, ob das Spiel auf dem GameCube erscheinen würde oder auf einem Nachfolger der Konsole. In Interviews mit Miyamoto sagte dieser, das Spiel sei in der Entwicklungsphase und es werden einige Tests durchgeführt. Genauere Details könne er erst geben, wenn das Projekt weiter fortgeschritten war. Außerdem sei der Name Super Mario 128 nur ein Codename.
Anlässlich der E3 2005 äußerte sich Miyamoto in einem Interview mit IGNcube auf die Frage, ob er nicht neue Informationen über Super Mario 128 geben könne, damit, dass er befürchte, einen falschen Eindruck von Super Mario 128 gegeben zu haben. Was Mario 128 betreffe, habe das Entwicklerteam von Nintendo in Kyoto derzeit einige Tests mit Mario für die neue Konsole Nintendo Wii, damals noch Revolution, gemacht. Miyamoto erklärte, dass es auf jeden Fall ein Mario-Spiel für die neue Konsole geben werde. Super Mario 128 könne ein Nachfolger von Sunshine werden. Fest stand, dass unter dem Namen Super Mario 128 zu dieser Zeit erste Tests für die neue Konsole gemacht wurden, wobei für die Entwickler unklar war, was ihr Ziel war. Bereits zuvor hatte Miyamoto versprochen, das neue Spiel sollte neue Konzepte und eine Frische aufweisen, deren Fehlen bei Super Mario Sunshine bemängelt wurde.
Zur E3 2006 wurde schließlich von Miyamoto in einem Interview mit GamesMaster offiziell erklärt, Super Mario 128 sei lediglich eine Demo gewesen und sollte nie ein eigenständiges Spiel werden. Einige, wenn auch nicht alle Konzepte aus der Demo wurden in nachfolgenden Spielen verwendet.

## Konzepte
Super Mario 128 war einerseits eine Demo, um die Rechenleistung der Konsole zu veranschaulichen, andererseits eine Sammlung von Experimenten. In einem Interview mit Wired vom 19. Juli 2007 anlässlich der E3 äußerte sich Miyamoto, dass die Ideen, welche in Super Mario 128 zusammenfassend getestet wurden, bereits seit längerer Zeit existierten. Ein Hauptkonzept der Demo war das sphärenartige Design des Untergrundes sowie die Schwerkraft. Daran hatte Miyamoto Gefallen gefunden, bot es doch einige Vorteile, so sei die Kamera einfach zu programmieren und unerfahrene Spieler würden sich einfacher zurechtfinden können.
Das Konzept der vielen miteinander agierenden Figuren hingegen findet sich in Pikmin wieder. Auch für Pikmin zeichnete Miyamoto verantwortlich. Für dieses Spiel wurde insbesondere die künstliche Intelligenz überarbeitet. Das Konzept vieler einzeln handelnder Figuren insgesamt stamme hingegen von der Beobachtung einer Ameisenkolonie in Miyamotos Garten.